# 加藤美和
加藤 美和（かとう みわ、1989年8月24日- ）は、日本のフリーアナウンサー。
東京都出身。圭三プロダクション所属。元福井テレビ、静岡放送アナウンサー。

## 来歴
東京都中野区出身。幼少期の5年間をニューヨークで過ごした帰国子女である。フジテレビアナウンススクールに通っていた。青山学院大学を卒業。
2012年、福井テレビにアナウンサーとして入社し、2013年に退職。
2013年3月、静岡放送へ契約アナウンサーとして入社。主にスポーツ番組を担当していたが、2014年2月を以て退職。
加藤美和オフィシャルブログ「Miwa’s Diary」東京に戻り、2014年秋に圭三プロダクションに所属しフリーアナウンサーへ転向。

## 人物
特技は英会話（ニューヨーク5年間在住）、水泳、歌いながらのフラフープ。趣味はスーパー銭湯巡り、フラフープ、テニス、スポーツ観戦、映画鑑賞である。
2018年に唎酒師と、国際英語発音協会のEPT（英語発音テスト）の資格を取得。

## 現在の担当番組
- デイリーニュース（JCOM） - 中野・杉並キャスター
- 地域情報便 じもっと!!（YCV） - キャスター
- スター・チャンネル - リポーター
- YOUは何しに日本へ?（テレビ東京） - 通訳

## 過去の担当番組
福井テレビ
- 福井テレビスーパーニュース（お天気コーナー等）
- おかえりなさ〜い（『とれたてトレンド』リポーター）
- 福井県広報番組 ほっとふくい
- FNS北陸三局合同制作番組
- 福井新聞ニュース・中日新聞ニュース

静岡放送（SBSテレビ）
- 静岡新聞ニュース
- SBSみなスポ5
- SBSイブニングeye（金曜スポーツコーナー）
- しずモテStyle
- 宮澤ミシェル・サッカー倶楽部(かしわプロ製作・全国AM数局ネット)

NACK5
- REDS RUN TO VICTORY〜勝利へ走り出そう!（FM NACK5） ｰ パーソナリティ